# ギヨーム・ルエ
ギヨーム・ルエ（Guillaume Rouet、1988年8月13日 - ）は、トップ14・バイヨンヌに所属するラグビーユニオン選手。

## プロフィール
- フランス出身[1]。
- ポジションはスクラムハーフ(SH)。
- 身長 168cm、体重 74kg
- スペイン代表キャップは20（2020年5月現在）[2]。

## 略歴
2008年、バイヨンヌに加入。